# 阿妮塔·萨克伊西恩
阿妮塔·萨克伊西恩（英語：Anita Sarkeesian，1983年—）是一位来自加拿大的美国女性主义媒体评论人。她生于多伦多附近的一个亚美尼亚移民家庭，后移居加利福尼亚。她在加州州立大學北嶺分校获传播学学士学位，2010年于约克大学获社会及政治科学硕士学位。
萨克伊西恩建立了个人网站“女性主义频率”，并发布了一系列影片讨论《侠盗猎车手》、《刺客信条》等畅销游戏中对于女性的表现。她搜集了多个游戏中的女性形象，认为有的是隐晦的被贬低，而有许多图像则是过度性感、并常常让女性承受极度暴力，有时这些角色遇害时玩家还能得到奖励。她们常常被表现为柔弱的落难女子，或者背景的简单点缀。萨克伊西恩的这些言论也引来了不少骚扰，包括以她名义所开的假账户、传假信息，并把她的头像PS到色情电影剧照上，以及其他各种普通的威胁骚扰；同時，阿妮塔亦備受遊戲玩家及網民批評其論證缺乏說服力，有著邏輯謬誤，如採櫻桃謬誤—刻意挑選有柔弱女子或使女角色死亡時玩家會得到獎項的遊戲。一些人聲稱阿妮塔不是玩家，不太玩遊戲，對此阿妮塔回應自己玩過的遊戲有《超級瑪利歐世界》、《憤怒鳥》、《瑪利歐賽車Wii》、《吉他英雄》以及《World of Goo》。